# Tierzo
Tierzo – gmina w Hiszpanii, w prowincji Guadalajara, w Kastylii-La Mancha, o powierzchni 40,06 km². W 2011 roku gmina liczyła 40 mieszkańców.